# Rhaphidophora sylvestris
Rhaphidophora sylvestris — це вид Rhaphidophora, що зустрічається в Таїланді, Малайзії та Новій Гвінеї.